# Frank Booth
Frank Booth (n. 4 octombrie 1910, Los Angeles, California, SUA – d. 1 decembrie 1980, Newport Beach, California, SUA) a fost un înotător ce a reprezentat Statele Unite ale Americii, medaliat olimpic. A participat la o ediție a Jocurilor Olimpice (1932) în care a câștigat două medalii de argint.